# Caterina (film 2019)
Caterina è un film documentario del 2019 scritto e diretto da Francesco Corsi e dedicato alla cantante ed etnomusicologa Caterina Bueno. Il film è stato presentato in anteprima alla 60ª edizione del Festival dei popoli di Firenze, in concorso nella sezione italiana. Il film è stato realizzato con il contributo del Ministero dei beni culturali e del programma Sensi Contemporanei Toscana per il Cinema e ha avuto il sostegno di un vasto numero di donatori che hanno partecipato a una campagna di crowdfunding.

## Trama
Attraverso diversi piani narrativi, il film compone un mosaico da cui emergono tanto la figura di Caterina Bueno quanto la sua eredità artistica e culturale. Il film fa largo uso delle registrazioni originali raccolte dalla stessa Caterina e di altri materiali d'archivio, molti dei quali inediti. Questo percorso si interseca con i ricordi e le riflessioni di alcune delle persone che hanno conosciuto Caterina e che ancora adesso, a più di dieci anni dalla sua morte, ne conservano e promuovono la memoria. La vita e il lavoro di Caterina Beuno, raccontati in modo intimo e personale, diventano spunto per delineare le trasformazioni sociali avvenute in Italia a partire dal boom economico e, più in generale, per riflettere sul rapporto di una comunità con la propria memoria storica e culturale.

## Riconoscimenti
- 2019 Festival dei popoli: Premio del pubblico "MyMovies.it - Il cinema dalla parte del pubblico" e Premio distribuzione "Gli Imperdibili".[2]
- 2020 Festa di Cinema del reale: Premio Cinema del reale